# Federazione pallavolistica di El Salvador
La Federazione salvadoregna di pallavolo (spa. Federacion Salvadoreña de Voleibol, FSV) è un'organizzazione fondata per governare la pratica della pallavolo a El Salvador.
Organizza il campionato maschile e femminile, e pone sotto la propria egida la nazionale maschile e femminile.
Ha aderito alla FIVB nel 1964.